# Lindon (Terre du Milieu)
Pour les articles homonymes, voir Lindon.
Dans l'œuvre de J. R. R. Tolkien, le Lindon est une région de l'ouest de la Terre du Milieu.

## Géographie
La région se situe sur la côte nord-ouest de l'Eriador. Elle est délimitée à l'est par le massif de l'Ered Luin ou Montagnes Bleues, et séparée par le golfe de la Lune (ou Lhûn) en deux moitiés, Nord (Forlindon) et Sud (Harlindon). Au bord de ce golfe sont bâtis trois ports, eux-mêmes divisés en un port du Nord (Forlond), un port du Sud (Harlond) et Mithlond entre les deux autres.
Le Lindon correspond à l'Ossiriand du Premier Âge. L'appellation elle-même dérive du nom que les Elfes Verts donnent dans leur langue à l'Ossiriand, adapté au sindarin. Il est aussi emprunté en quenya sous les formes Lindon et Lindóne.

## Histoire
Le Lindon est la seule partie du Beleriand qui n'a pas été submergée à la fin du Premier Âge du fait des cataclysmes de la Guerre de la Grande Colère et est restée attachée au continent.
Dans les récits de Tolkien, le Lindon apparaît surtout comme terre de transit pour les Elfes en partance pour Tol Eressëa, au-delà de la Grande Mer. En l'an premier du Second Âge, Círdan fonde les Havres Gris. Gil-galad, en tant que Haut Roi des Ñoldor, y règne. Après sa mort, Círdan gouverne la région sans prendre le titre de roi.
Tout au long de son histoire, les armées du Lindon proposent plusieurs fois leur aide, à la guerre de la Dernière Alliance ou aux Dúnedain de l'Arthedain.
Au Troisième Âge, les Elfes partent en grand nombre vers le Valinor. Après la Guerre de l'Anneau, c'est au tour de Frodon, Bilbon et des Porteurs des Trois. On ignore ce que devient le Lindon au Quatrième Âge.